# قشر پیش‌پیشانی
قشر پیش پیشانی (به انگلیسی: Prefrontal cortex)، به اختصار PFC قسمتی از قشر مغز است که قسمت جلویی لوب پیشانی را در بر می‌گیرد. قشر پیش پیشانی شامل نواحی برودمن ۸، ۹، ۱۰، ۱۱، ۱۲، ۱۳، ۱۴، ۲۴، ۲۵، ۳۲، ۴۴، ۴۵، ۴۶ و ۴۷ است.
بسیاری از نویسندگان، نشان داده‌اند پیوندی میان اراده فرد برای زندگی، شخصیت و قشر پیش پیشانی وجود دارد. این قسمت از مغز در فرایندهایی مثل برنامه‌ریزی رفتارهای شناختی پیچیده، بیان شخصیت، تصمیم‌گیری و تعدیل رفتار اجتماعی نقش دارد. در واقع فعالیت اصلی این قسمت از مغز، تنظیم اعمال و افکار بر اساس اهداف درونی است.
معمول‌ترین اصطلاح روان‌شناسی که عملکرد قشر پیش‌پیشانی را بیان می‌کند، عملکرد اجرایی است. عملکرد اجرایی به مواردی مثل تمییز دادن میان افکار متناقض، تشخیص خوب و بد، بهتر و بهترین، تشابه و تفاوت، عواقب فعالیت‌های کنونی، فعالیت کردن در مسیر یک هدف مشخص، پیش‌بینی نتایج، انتظار مبتنی بر عمل، کنترل اجتماعی اشاره دارد.
قشر پیشانی از یادگیری درست قانون حمایت می‌کند. بیشتر مناطق تحتانی محور خلفی_قدامی از یادگیری قانون حمایت می‌کند.

## ساختار

### تعریف
سه راه برای تعریف قشر پیش‌پیشانی وجود دارد
- قشر پیشانی دانه ای
- پروجکشنی از هسته‌های پشتی مدفون تالاموس
- قسمتی از لوب پیشانی که تحریک الکتریکی آن منجر به حرکت نمی‌شود.

### زیربخش‌ها
جدول زیر روش‌های مختلفی را برای قسمت‌بندی کردن قشر پیش‌پیشانی براساس نواحی برودمن نشان می‌دهد.
| 8    | جانبی 9      | 46           | 12           | 44           | 45           | 47           | مدیال ۹ | مدیال ۱۰ | 24    | 25    | 32    | 11             | 13             | 1              |
| ---- | ------------ | ------------ | ------------ | ------------ | ------------ | ------------ | ------- | -------- | ----- | ----- | ----- | -------------- | -------------- | -------------- |
| خلفی | جانبی        | جانبی        | جانبی        | جانبی        | جانبی        | جانبی        | مدیال   | مدیال    | مدیال | مدیال | مدیال | اوربیتوفرونتال | اوربیتوفرونتال | اوربیتوفرونتال |
| خلفی | فوقانی جانبی | فوقانی جانبی | فوقانی جانبی | تحتانی جانبی | تحتانی جانبی | تحتانی جانبی | مدیال   | مدیال    | مدیال | مدیال | مدیال | اوربیتوفرونتال | اوربیتوفرونتال | اوربیتوفرونتال |

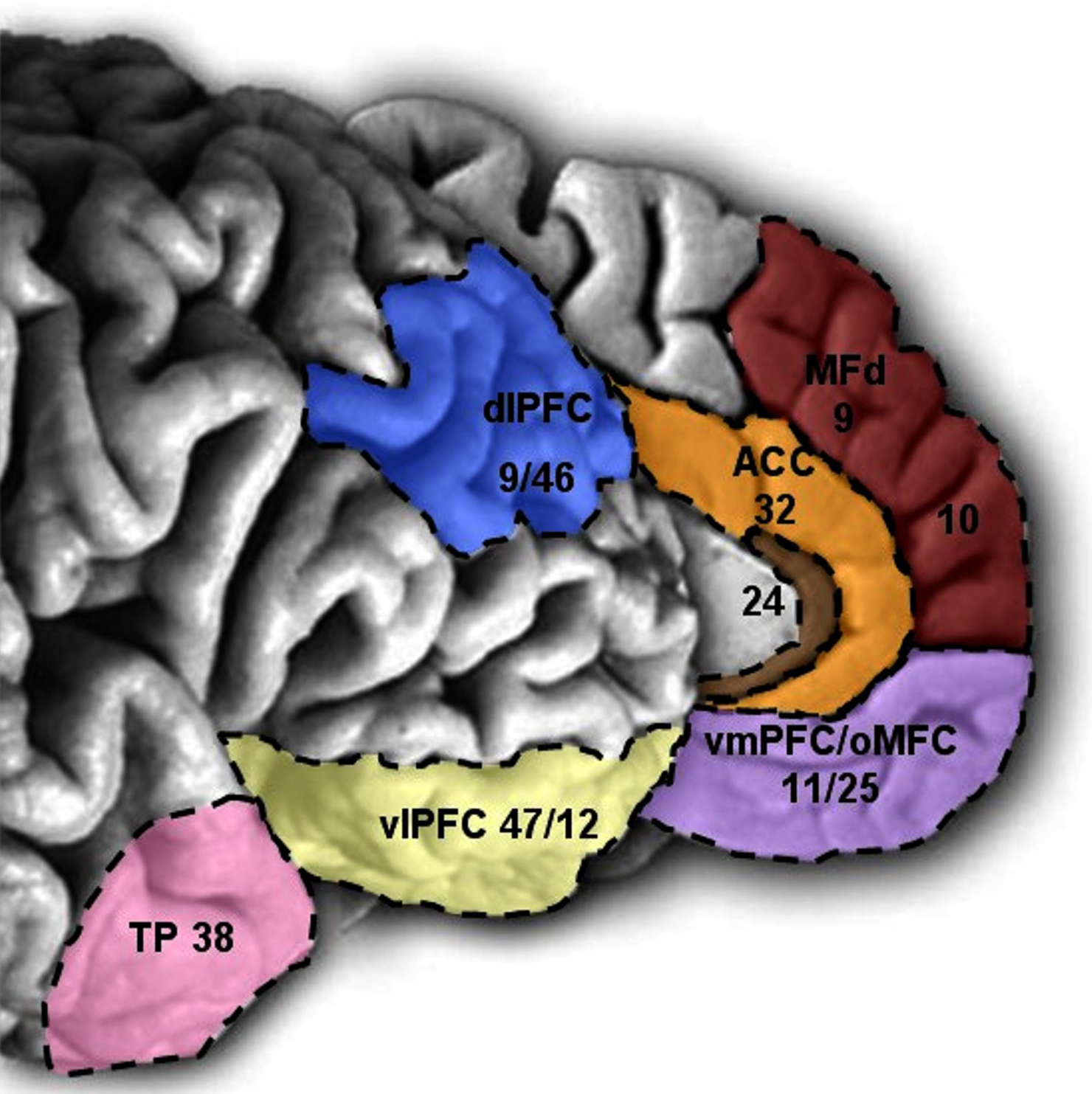
نمای جانبی میانی از قشر پیش‌پیشانی

- قشر پیش‌پیشانی میانی از نواحی گرانولار کورتکس (نواحی ۹و ۱۰) و آگرانولار (نواحی ۲۴، ۲۵، ۳۲) تشکیل شده‌است.[۱]
- قشر اوربیتوفرونتال از نواحی گرانولار، گرانولار مخلوط و آگرانولار تشکیل شده‌است.[۱]
- قشر پش‌پیشانی تحتانی جانبی از نواحی ۱۲، ۴۴، ۴۵ و ۴۷ تشکیل شده‌است.[۱]
- قشر پیش‌پیشانی فوقانی جانبی از نواحی ۹ و ۴۶ تشکل شده‌است.[۱]
- قشر پیش‌پیشانی خلفی از ناحیه ۸ تشکیل شده‌است.[۱]

### ارتباطات درونی
قشر پیش‌پیشانی، ارتباطات بسیاری با نواحی دیگر مغز مثل نواحی دیگر قشری یا نواحی زیر قشری و ساقه مغز دارد. قشر پیش‌پیشانی فوقانی با نواحی که مربوط به توجه، شناخت و عمل است، ارتباط دارد، در حالی که قسمت تحتانی با نواحی که مربوط به احساسات است ارتباط دارد.
قشر پیش‌پیشانی میانی نقش روشنی در ایجاد امواج آرام خواب دارد، بنابراین آتروفی قشر پیش‌پیشانی منجر به کاهش این امواج می‌شود.

## عملکرد

### عملکرد اجرایی
مطالعات اصلی فاستر و گلدمن راک بر توانایی بنیادین قشر پیش‌پیشانی(PFC) بر اطلاعاتی که در حال حاضر در محیط نیستند و نقش مرکزی این عملکرد را در ایجاد «طرح ذهنی» تأکید کرد. گلدمن راکیک بیان کرده است که چگونه این دانش نمایشی به صورت هوشمندانه اندیشه، عمل و عواطف را راهنمایی می‌کند، که شامل مهار افکار نامناسب، حواس‌پرتی، اعمال و احساسات است. به این ترتیب، حافظه کاری می‌تواند به عنوان پایه‌ای برای مهار توجه و رفتار شناخته شود.
شیمامور، تئوری فیلتر کردن دینامیک را برای توصیف نقش قشر پیش‌پیشانی در عملکرد اجرایی را پیشنهاد داد. قشر پیش‌پیشانی، به عنوان یک دروازه مرتبه بالا یا یک مکانیرم فیلتر کردن، عمل می‌کند که باعث تقویت فعالیت‌های هدف و مهار فعالیت‌های نامناسب می‌شود. این مکانیزم فیلتر کردن، باعث کنترل اجرایی در سطوح مختلف پردازش، از جمله انتخاب، نگهداری، به روز رسانی و تغییر مسیر فعال سازی، می‌شود. همچنین برای توضیح تنظیمات عاطفی استفاده شده‌است.
میلر و کوهن پیشنهاد تئوری یکپارچه از عملکرد قشر پیش‌پیشانی را دادند که از کار فاستر و گلمدن سرچشمه می‌گیرد. نظریه آن‌ها این است که "کنترل شناختی ناشی از نگهداری فعالانه الگوهای فعالیت در قشر پیش‌پیشانی است که اهداف و معانی را برای رسیدن به آنها نشان می‌دهد. آنها سیگنال‌های عصبی را برای دیگر ساختارهای مغز فراهم می‌کنند که اثر خالص آن، هدایت جریان فعالیت در مسیرهای عصبی است که ایجاد مقادیر مناسب بین ورودی‌ها، حالت‌های داخلی و خروجی‌های مورد نیاز برای انجام یک کار مشخص را ایجاد می‌کند. " اساساً، نظریه مطرح می‌کند که قشر پیش‌پیشانی ورودی‌ها و اتصالات را هدایت می‌کند که اجازه می‌دهد کنترل شناختی اعمال ما را برعهده بگیرد.
قشر پیش‌پیشانی، زمانی مهم است که پردازش از بالا به پایین مورد نیاز است. پردازش از بالا به پایین طبق تعریف زمانی است که رفتار توسط حالت داخلی هدایت می‌شود. با توجه به این دو، «قشر پیش‌پیشانی در مواقعی که نقشه‌های بین ورودی‌های حسی، افکار و اعمال نسبت به یکدیگر ضعیف هستند، یا به سرعت در حال تغییر هستند، بسیار حیاتی است.» نمونه‌ای از این را می‌توان در تست مرتب‌سازی کارت ویسکانسین (WCST) دید. اشخاصی که در این تست مشغول هستند، دستورالعمل مرتب کردن کارت‌ها با توجه به شکل، رنگ یا تعداد نمادهای موجود در آن‌ها را دریافت می‌کنند. فرضیه این است که هر کارت داده شده می‌تواند با تعدادی از اقدامات همراه باشد و نقشه‌برداری واکنش تحریک‌کننده تنها کار خواهد کرد. افراد با آسیب PFC قادر به مرتب کردن کارت در وظایف ساده اولیه هستند، اما قادر به انجام این کار با تغییر قوانین طبقه‌بندی نیستند.
میلر و کوهن نتیجه می‌گیرند که تئوری آن‌ها می‌تواند چگونگی نقش PFC در هدایت کنترل فعالیت‌های شناختی را توضیح دهد. آن‌ها ادعا می‌کنند که "با توجه به هدف، بازنمایی در قشر پیش پیشانی می‌تواند به صورت‌های گوناگونی عمل کند. مثل الگوهای توجه، قوانین یا اهداف از طریق ارائه سیگنال‌های از بالا به پایین به قسمت‌های دیگر مغز که جریان فعالیت را در مسیرهای مورد نیاز برای انجام یک کار هدایت می‌کند ".
داده‌های تجربی نشان می‌دهد که قشر پیش‌پیشانی نقشی در میانجی‌گری فیزیولوژی خواب طبیعی، رؤیا دیدن و پدیده محرومیت از خواب دارد.
هنگام تجزیه و تحلیل و تفکر در مورد صفات افراد دیگر، قشر پیش‌پیشانی میانی فعال است، با این حال، این قسمت در زمان فکر کردن به ویژگی‌های اشیاء بی جان فعال نمی‌شود.
مطالعات انجام شده با استفاده از fMRI نشان داده‌است که قسمت میانی قشر پیش‌پیشانی(mpfc) و به ویژه قسمت قدامی آن (amPFC)، ممکن است رفتار تقلیدی را مد نظر قرار دهد. دانشمندان علوم اعصاب معتقدند که پیش زمینه‌های اجتماعی بر فعالیت و پردازش در amPFC تأثیر می‌گذارد و این منطقه از قشر پیش‌پیشانی پاسخ‌ها و رفتارهای تقلیدی را عوض می‌کند.
اخیراً محققان از تکنیک‌های تصویربرداری عصبی برای این که آیا همراه با عقده‌های قاعده‌ای، قشر پیش‌پیشانی نیز در یادگیری نمونه درگیر است استفاده کرده‌اند، که بخشی از نظریه نمونه است، یکی از سه راه اصلی که ذهن ما چیزها را طبقه‌بندی می‌کند. نظریه نمونه بیان می‌کند که ما قضاوت‌ها را با مقایسه آن با یک تجربه مشابه در خاطرات ذخیره شده خود گروه‌بندی می‌کنیم.
یک متاآنالیز در سال ۲۰۱۴ توسط پروفسور نیکول پی. یوان از دانشگاه آریزونا نشان داد که حجم بیشتر قشر پیش پیشانی و ضخامت بیشتر قشر PFC با عملکرد اجرایی بهتر مرتبط بودند.

### توجه و حافظه
یک تئوری پذیرفته شده در مورد عملکرد قشر پیش‌پیشانی مغز، این است که آن به عنوان فروشگاه حافظه کوتاه مدت عمل می‌کند. این ایده ابتدا توسط ژاکوبسن مطرح شد که در سال ۱۹۳۶ گزارش داد، آسیب به قشر پیش‌پیشانی اولیه باعث نقص در حافظه کوتاه مدت شد. کارل پربرام و همکارانش (۱۹۵۲) بخشی از قشر پیش‌پیشانی را که مسئول این نقص بود به عنوان ناحیه ۴۶ شناسایی کردند که به عنوان قشر پیش‌پیشانی خلفی جانبی(DLPFC) نیز شناخته می‌شود. اخیراً، گلدمن راکیک و همکارانش (۱۹۹۳) توسط غیرفعال کردن موقت بخش‌هایی از dlPFC باعث شدند نقص حافظه کوتاه مدت بیشتر شود. هنگامی که مفهوم حافظه کاری توسط بدلی در علوم اعصاب معاصر به وجود آمد، این یافته‌ها به این نظریه کمک کرد که قشر پیش‌پیشانی مغز حافظه کاری را اجرا می‌کند. در دهه ۱۹۹۰ این تئوری یک بعد وسیع را به وجود آورد و نظریه غالب عملکرد PF شد، به خصوص برای گونه‌های اولیه غیرانسانی. مفهوم حافظه کاری که توسط طرفداران این نظریه استفاده می‌شد عمدتاً بر نگهداری کوتاه مدت اطلاعات، و نه در مورد دستکاری یا نظارت بر چنین اطلاعاتی یا استفاده از آن اطلاعات برای تصمیم‌گیری، متمرکز بود. مطابق با این ایده که قشر پیش‌پیشانی عمدتاً در حافظه نگهداری عمل می‌کند، فعالیت تأخیری در PF اغلب به عنوان یک ردیابی حافظه تفسیر شده‌است. (عبارت "فعالیت تاخیر زمانی" به فعالیت‌های عصبی مربوط می‌شود که به دنبال ارائه موقت یک دستور است و تا زمانی که یک سیگنال "go" یا "trigger" در آن وجود داشته باشد ادامه می‌یابد)
برای بررسی تعابیر جایگزین فعالیت تأخیر دوره در قشر پیش‌پیشانی، لبدو و همکاران (۲۰۰۴) نرخ تخلیه نورون‌های تکی قشر پیش‌پیشانی را در میمون‌ها بررسی کردند. این میمون‌ها در تحریکی شرکت داشتند که باید مکانی را مشخص می‌کردند، در حالی که یک مکان نامشخص و متفاوت را به یاد داشتند. هر دو محل به عنوان اهداف بالقوه حرکت جهشی چشم عمل می‌کردند. اگر چه این وظیفه خواسته‌های زیادی را برای حافظه کوتاه مدت فراهم می‌کند، بیشترین نسبت نورون‌های قشر پیش‌پیشانی که مکان‌های مورد نظر را نشان می‌دهند، هیچ‌یک را به یاد نمی‌آورند. این یافته‌ها نشان می‌دهد که عملکردهای حافظه کوتاه مدت نمی‌توانند برای همه یا حتی بیشتر فعالیت تأخیر زمانی در بخشی از قشر پیش‌پیشانی که بیان شد، بررسی شوند. نویسندگان پیشنهاد کردند که فعالیت قشر پیش‌پیشانی در طی مدت تأخیر زمانی، بیشتر به فرایند انتخاب توجه (و توجه انتخابی) کمک می‌کند تا به ذخیره‌سازی حافظه.

## اهمیت بالینی
در چند دهه گذشته، سیستم‌های تصویربرداری مغز برای تعیین حجم مغز و اتصالات عصبی استفاده شده‌است. مطالعات متعدد نشان داده‌اند که کاهش حجم و ارتباطات لوب پیشانی با سایر مناطق مغز در بیماران مبتلا به اختلالات روانی مشاهده شده‌است و آنتی‌بیوتیک‌های قوی تجویز شده‌است. کسانی که تحت تأثیر عوامل استرس زا تکراری قرار گرفتند؛ خودکشی؛ کسانی که زندانی شده‌اند؛ مجرمان؛ جامعه شناسان؛ کسانی که مسمومیت با سرب را مبتلا می‌کنند؛ و مصرف‌کنندگان روزانه حشیش مذکر (تنها ۱۳ نفر مورد آزمایش قرار گرفتند). اعتقاد بر این است که حداقل برخی از توانایی‌های انسان برای احساس گناه یا پشیمانی و تفسیر واقعیت، وابسته به این است که قشر پیش‌پیشانی خوب کار کند. همچنین به‌طور گسترده‌ای اعتقاد دارد که اندازه و تعداد اتصالات در قشر پیش‌پیشانی به‌طور مستقیم به احساسات مربوط می‌شود، چراکه قشر پیش‌پیشانی در انسان نسبت به سایر حیوانات درصد بیشتری از مغز را اشغال می‌کند. و نظریه این است که با سه برابر شدن اندازه مغز در طول بیش از ۵ میلیون سال تکامل انسان، قشر پیش‌پیشانی شش برابر شده‌است است.
بررسی عملکرد اجرایی، در افراد سالم ورزشکار نشان می‌دهد که نیمه چپ و راست کورتکس پیش‌پیشانی، که توسط شکاف طولی میانی تقسیم می‌شود، در واکنش به تمرین هوازی، بیشتر ارتباط می‌یابد. دو مطالعه تصویر برداری ساختاری نشان می‌دهد که در افراد سالم بزرگسالی که برای چند ماه در تمرین هوازی با شدت متوسط حضور داشتند، بهبود قابل ملاحظه در حجم ماده خاکستری قشر پیش‌پیشانی و هیپوکامپ رخ می‌دهد.
یک مطالعه تصویر برداری عصبی کارکردی مبتنی بر تمرین‌های مدیتیشن نشان داد که تمرین حضور در لحظه باعث بهبود فعالیت قشر پیش‌پیشانی می‌شود که با افزایش سطح سلامتی و کاهش اضطراب همراه است. با این حال، این تحقیق بیان کرده‌است برای بیان بهتر این قضیه نیاز به مطالعه هم‌گروهی بیشتر در آینده است.

## تاریخچه
شاید مورد اول در رابطه با قشر پیش‌پیشانی مربوط به فیناس گیجباشد، که در سال ۱۸۴۸ بر اثر تصادف یک میله آهنی در قسمت چپ لوب پیشانی اش فرورفت و آنجا را تخریب کرد. اگرچه حافظه، سخنوری و مهارت‌های موتوری او مثل قبل بود ولی شخصیتش تغییر کرده بود. تحریک پذیر، زود رنج و کم صبر شده بود، ویژگی‌هایی که قبل از آن نداشت، به گونه ای که دوستان وی دیگر او را گیج نمی‌دانستند. در گذشته، او یک کارگر توانا و کارآمد بود ولی بعد از آن قادر به انجام وظایف خود نبود. با این حال، تجزیه و تحلیل دقیق شواهد اولیه نشان می‌دهد که توصیف تغییرات روانشناختی گیج معمولاً هنگامی که در برابر توصیفی که توسط پزشک گج مطرح می‌شود، اغراق می‌شود، مشخص‌ترین ویژگی این است که تغییراتی که سال‌ها بعد از مرگ گیج بیان شده‌است، بسیار چشمگیر تر از هر چیزی است که در هنگام زنده ماندن گزارش شده‌است.
مطالعات بعدی در مورد بیماران مبتلا به صدمات پیش‌پیشانی نشان داده‌است که بیماران که واکنش مناسب اجتماعی را تحت شرایط خاصی انجام می‌دهند، واکنش نشان می‌دهند.
تحقیقات زیادی در مورد درک نقش قشر پیش‌پیشانی در اختلالات عصبی وجود دارد. بسیاری از اختلالات مانند اسکیزوفرنی، اختلال دوقطبی و اختلال کم‌توجهی - بیش‌فعالی مربوط به اختلال در قشر پیش‌پیشانی بوده و در نتیجه این ناحیه مغز امکان درمان جدیدی را برای این بیماران فراهم می‌کند. مطالعات بالینی بر روی داروهای خاصی که نشان داده شده‌است باعث بهبود عملکرد قشر پیش‌پیشانی می‌شوند، شروع شده‌است، از جمله گوانفاسین، که از طریق گیرنده آدرنرژیک آلفا 2A عمل می‌کند. هدف بعدی این دارو، کانال‌های HCN است، یکی از جدیدترین زمینه‌های اکتشاف در فارماکولوژی قشر پیش‌پیشانی مغز است.

## واژه‌شناسی

واژه "prefrontal" که قسمتی از مغز را بیان می‌کند در سال ۱۸۶۸ توسط ریچارد اوون معرفی شد که منظور وی قسمت‌های قدامی لوب پیشانی بوده‌است. به نظر می‌رسد انتخاب این واژه بر اساس واژه "prefrontal bone" است که در اکثر دوزیستان و خزندگان وجود دارد.

## نگارخانه

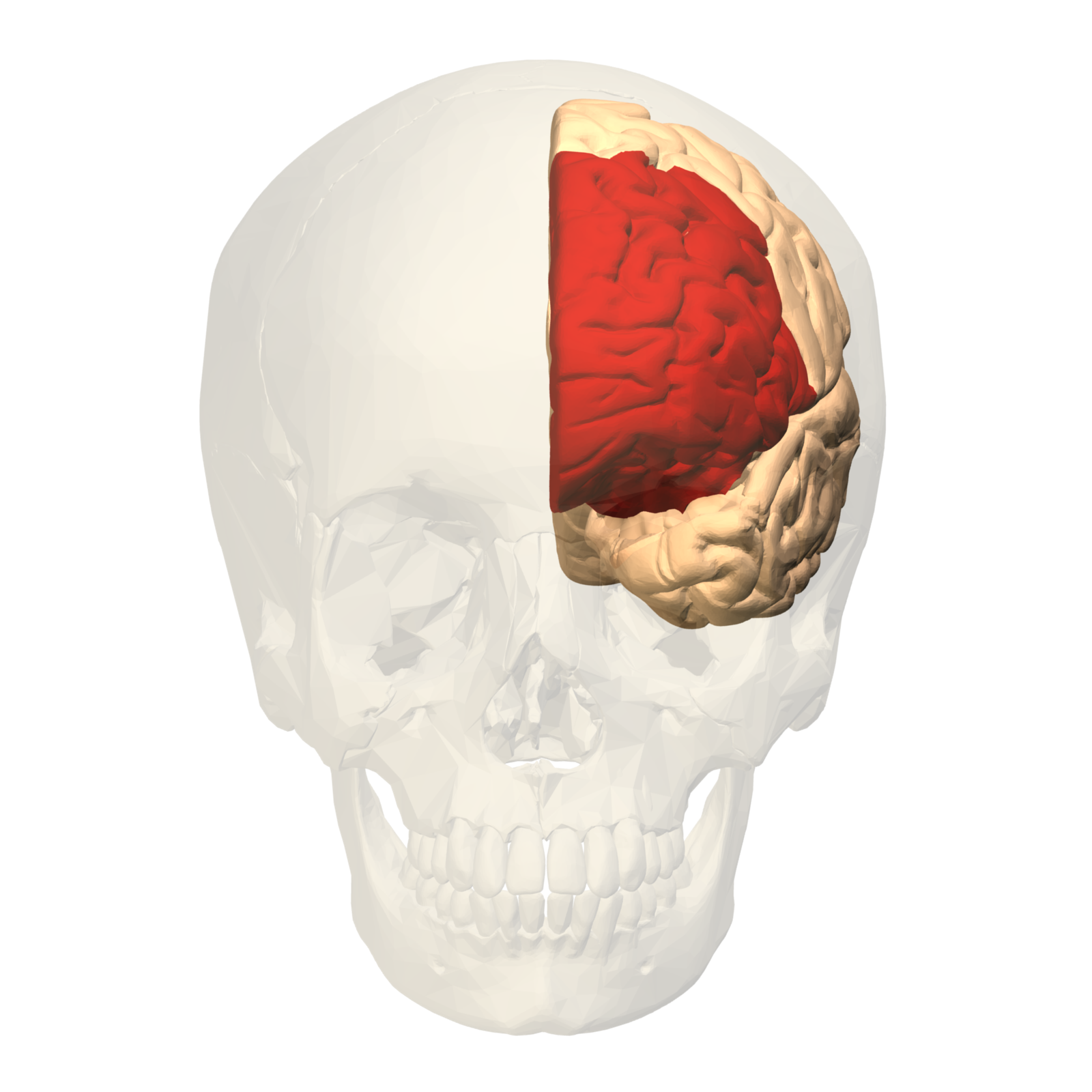
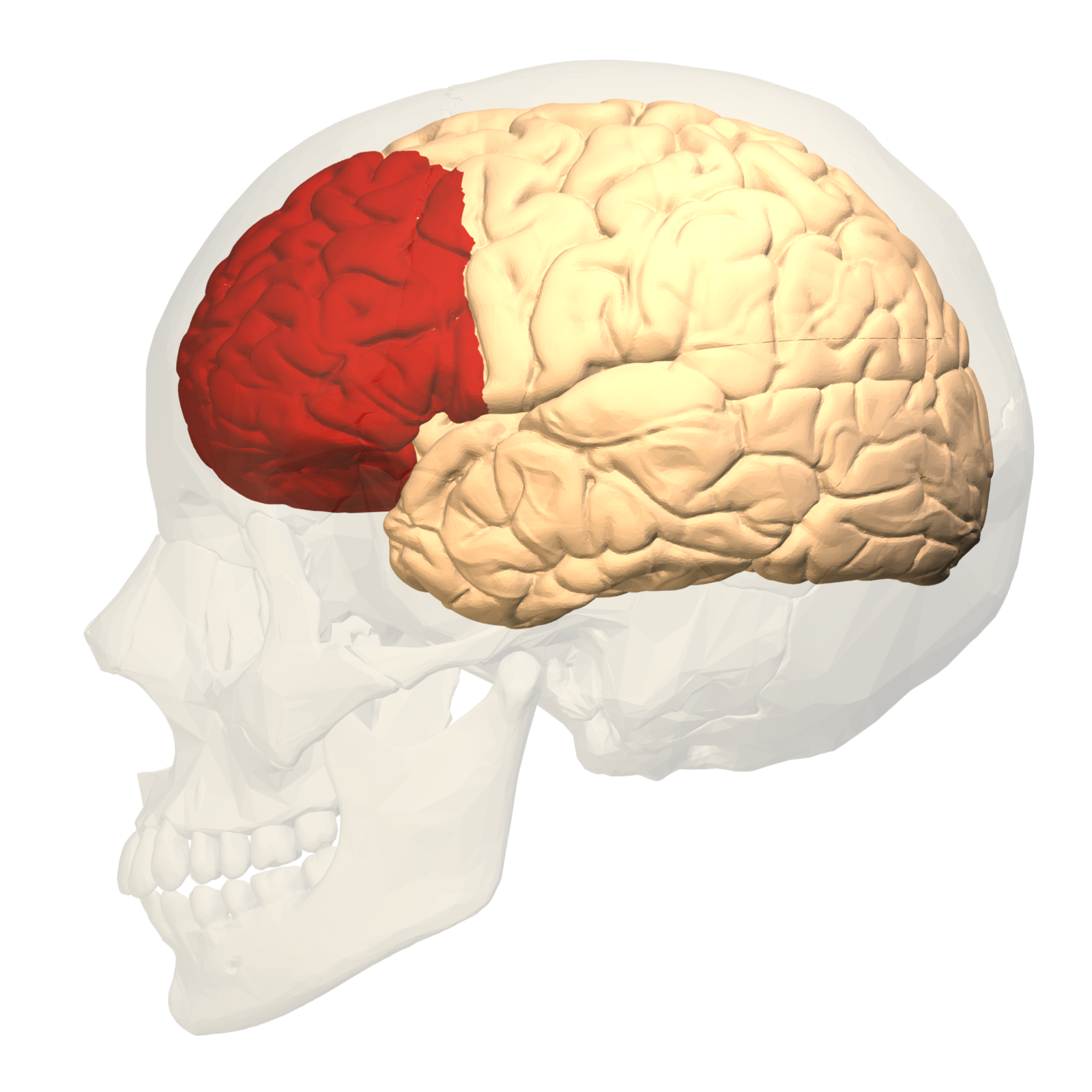
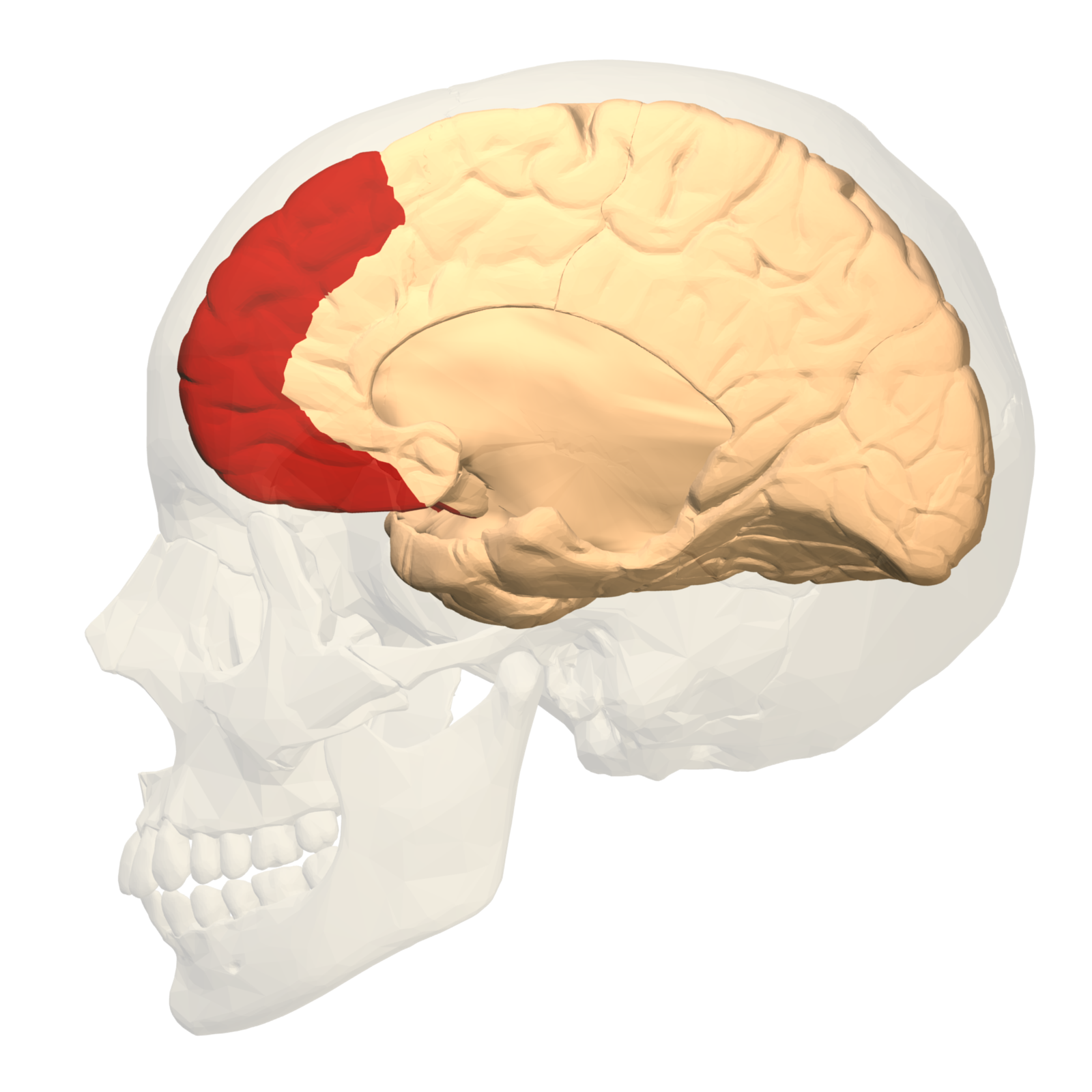